# Vuelo 229 de Aeroméxico
El vuelo 229 de Aeroméxico fue un McDonnell Douglas DC-9 que se impactó en la ladera de una montaña mientras ejecutaba la aproximación al Aeropuerto Internacional Licenciado Gustavo Díaz Ordaz ubicado en Puerto Vallarta, Jalisco, México el 20 de junio de 1973. No hubo sobrevivientes. 

## Accidente
El avión (construido en 1967) efectuaba el vuelo AM229 desde el Aeropuerto Intercontinental de Houston (ahora Aeropuerto Intercontinental George Bush) al Aeropuerto Internacional de la Ciudad de México con escalas en el Aeropuerto Internacional de Monterrey y el Aeropuerto Internacional Licenciado Gustavo Díaz Ordaz. El avión se encontraba cerca de Puerto Vallarta con veintidós pasajeros y cinco tripulantes a bordo, con los pilotos ya en contacto con el control de tráfico aéreo del aeropuerto. Minutos más tarde el avión fue autorizado a continuar la aproximación y aterrizar en la pista 04, la tripulación ajustó los flaps y bajó el tren de aterrizaje. A las 22:47 hora local, el avión se dirigió hacia la ladera de la montaña Las Minas donde se impactó, a unos 37 kilómetros (20 nmi) al sursureste del aeropuerto. El avión se partió y comenzó a incendiarse, falleciendo en el lugar las veintisiete personas que viajaban a bordo. La aeronave era controlada por el controlador de tránsito aéreo Alejandro Rojano el cual informo haber perdido comunicación con el piloto a las 22:50 PM. Inmediatamente reportó el incidente a las oficinas generales de RAMSA en la Ciudad de México. Se dictamino que la aeronave no redujo la velocidad al efectuar el patrón de descenso saliendose del área de la bahía y creando así el accidente.